# Cirque Peak (British Columbia)
Der Cirque Peak ist ein 2531 m hoher Berg mit einer Schartenhöhe von 476 m im Südwesten der kanadischen Provinz British Columbia.

## Geographie
Der Cirque Peak liegt in der Cayoosh Range, einem Teil der Lillooet Ranges, 19 km nordöstlich von Pemberton, 4,4 km westnordwestlich des Cayoosh Mountain, 3,2 km ostsüdöstlich des Mount Gardiner und unmittelbar östlich des Place Glacier. Der nächsthöhere Berg ist der Mount Oleg (2587 m). Die Abflüsse der Niederschläge vom Berg fließen in Zuflüsse des Fraser River.

## Geschichte
Der Name des Berges, Cirque (dt. „Kar“), welcher die Form des Berges beschreibt, wurde durch den Bergsteiger Karl Ricker vom Alpine Club of Canada vorgeschlagen. Das Toponym wurde am 23. Januar 1979 vom Geographical Names Board of Canada offiziell anerkannt.

## Klima
In Bezug auf die Klimaklassifikation nach Köppen und Geiger herrscht am Gipfel des Cirque Peak ein subarktisches Klima. Die meisten Wetterfronten stammen vom Pazifik und bewegen sich ostwärts auf die Coast Mountains zu, wo sie durch die Berge zum  Aufsteigen (Windstau) gezwungen werden, was wiederum dazu führt, dass die enthaltene Feuchtigkeit in Form von Regen oder Schnee abgegeben wird. Im Ergebnis führt das zu hohen Niederschlägen in den Coast Mountains, insbesondere zu starken Schneefällen im Winter. Die Temperaturen können unter −20 °C fallen, unter Berücksichtigung von Windchill-Einfluss unter −30 °C. Die Monate Juli bis September bieten die besten Wetterbedingungen für einen Aufstieg.

## Kletterrouten
Am Cirque Peak sind folgende Kletterrouten etabliert:
- über die Rinne an der Ostflanke (East Face Gully)
- über den Nordgrat via Place Glacier - YDS-Klasse 3